# Chaussey
Le Chaussey est une rivière française de Normandie, affluent de la Touques, dans le département du Calvados. Il coule sur 12 km et traverse sept communes, toutes situées dans le Calvados.

## Géographie
Le Chaussey prend sa source sur le territoire de la commune de Saint-Philbert-des-Champs, dans le Calvados. Il prend la direction du nord, puis du nord-ouest. Il rejoint la Touques à Manneville-la-Pipard, après un parcours de 11,5 km (ou 12 km selon d’autres sources) à l'est du pays d'Auge.

## Communes traversées
- Saint-Philbert-des-Champs (source)[2]
- Le Pin[3],[4]
- Le Brévedent
- Le Mesnil-sur-Blangy
- Blangy-le-Château
- Fierville-les-Parcs[3],[4]
- Manneville-la-Pipard (confluent)[2],

## Bassin

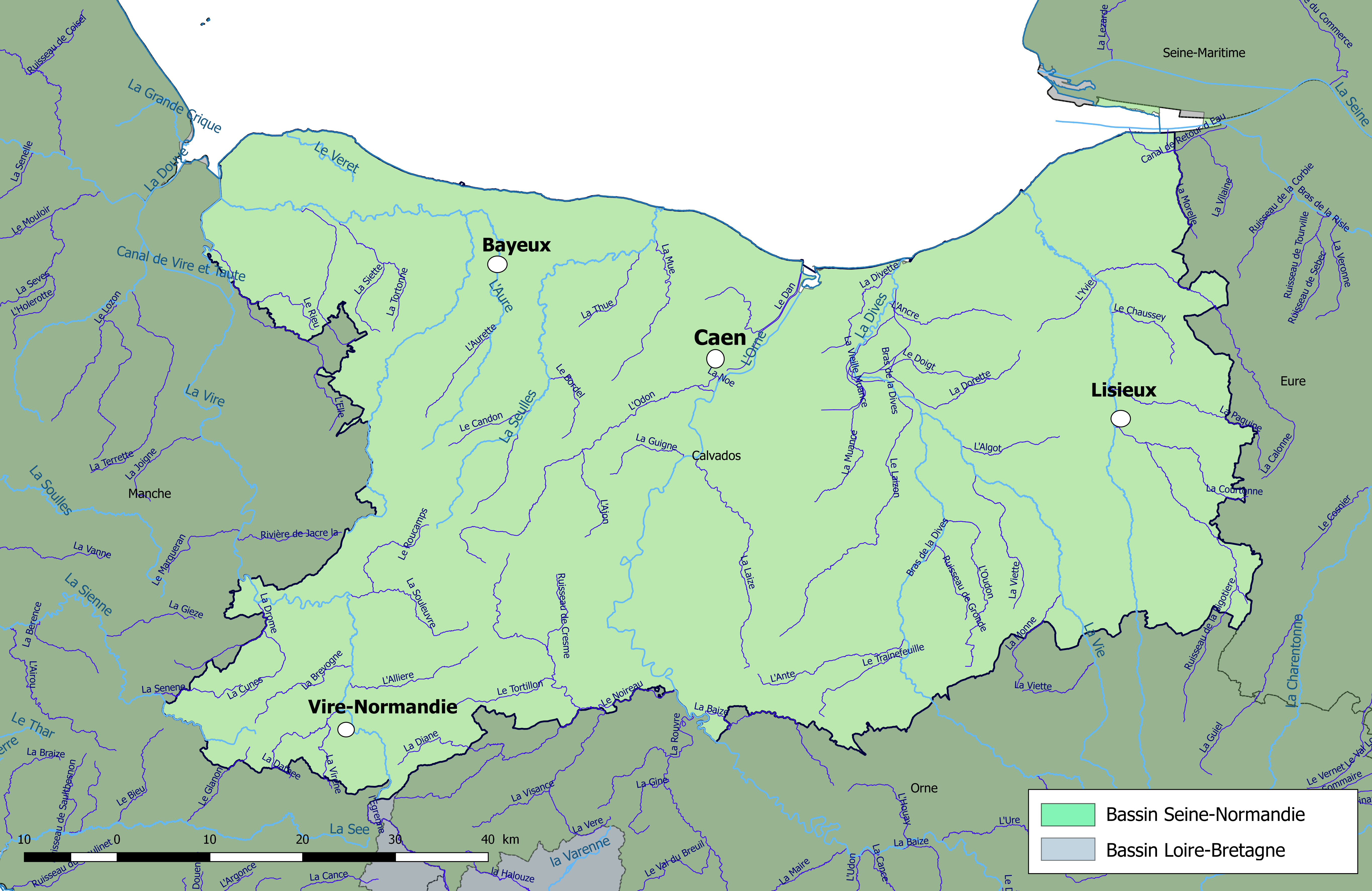
Découpage du département du Calvados en bassins hydrographiques et représentation des cours d'eau de longueur supérieure à 10 km. Le Chaussey figure à l’extrême Est du Calvados, au nord de Lisieux.

Sans affluents notables, le Chaussey possède un bassin versant relativement restreint. Sa source se trouve à une altitude modérée.

## Faune
L’Office français de la biodiversité (OFB) fait chaque année l’inventaire de la population de poissons lors de pêches à l’électricité, une technique inoffensive pour les poissons. Cela permet de réaliser un diagnostic sur l’état écologique de la rivière. En 2023, cette opération a eu lieu sur la commune de Blangy-le-Château, dans une zone jugée représentative de la qualité de la rivière. Lors de cette pêche, les agents de l’OFB ont trouvé des truites fario (les poissons les plus répandus dans la rivière), des chabots (des petits poissons ressemblant à des poissons-chats, qui indiquent un bon milieu naturel aquatique), des anguilles et des lamproies.
En raison de la qualité de ses eaux, qui sont à la fois fraîches et oxygénées, la Touques est classée en première catégorie pour la pèche à la truite, à la truite de mer, au saumon et à l’anguille. Son affluent, le Chaussey, est connu comme un lieu de reproduction des truites de mer. Ces dernières le remontent en grand nombre pour frayer. Un bon indicateur de la qualité de ses eaux est la présence dans les petits affluents du Chaussey de l’écrevisse à pattes blanches. Cette espèce protégée est interdite de pêche. La pêche dans le Chaussey est réglementée de mi-mars à mi-septembre. De plus, la loi sur l’eau et les milieux aquatiques du 30 décembre 2006 impose l’aménagement d’ouvrages tels que des vannes et des passes à poissons sur la rivière. Ces aménagements existent seulement en aval de Blangy-le-Château. En amont, il n’y a plus de passes à poissons.

## Prévention des risques naturels
À Blangy-le-Château, un arrêté municipal fait obligation à chaque propriétaire riverain du Chaussey d’assurer l’entretien des berges. 
Le Syndicat mixte du bassin-versant de la Touques (SMBVT) effectue régulièrement des études « érosion ruissellement » du bassin versant du Chaussey. En 2024, la restitution de l’étude réalisée fin 2023 a été présentée aux élus, agriculteurs et habitants de Blangy-le-Château lors d’une réunion ouverte à tous dans la salle polyvalente de la commune. Le dialogue entre l’équipe du SMBVT et le public a permis de proposer des solutions adaptées au territoire pour lutter contre l’érosion des sols et le ruissellement. Parmi les solutions évoquées par le SMBVT, il y a la création de haies sur talus ou de haies à plat, le déplacement ou l’aménagement des entrées de champs, la création de noues et de fossés d’infiltration ou zones tampon, la création de bandes enherbées, la création ou la restauration de mares.